# Pioltello
Pioltello – miejscowość i gmina we Włoszech, w regionie Lombardia, w prowincji Mediolan.
Według danych na rok 2004 gminę zamieszkiwały 31 552 osoby, 2427,1 os./km². Miejsce katastrofy kolejowej z 25 stycznia 2018 roku.